# Metodisme
Metodisme er en international protestantisk retning, der lægger vægt på en særlig "metodisk" from levemåde. Den lægger endvidere vægt på, at medlemmerne arbejder på deres personlige helliggørelse ved bøn og studier i Bibelen.

## Tidlig historie
Metodismen blev grundlagt af den engelske præst John Wesley (1703–1791) som en bevægelse inden for Den engelske kirke (”Church of England”) i det 18. århundrede. Mens han studerede til præst ved Oxford Universitet dannede hans bror Charles Wesley og to medstuderende “Den hellige klub” (“Holy Club”). Det skete i protest mod den engelske statskirke, som i Wesley-brødrenes øjne var for sløv og ikke gjorde noget aktivt for at fremme kristne dyder i befolkningen. Denne klub blev begyndelsen på den metodistiske bevægelse.
John Wesley blev hurtigt leder af klubben. Medlemmerne mødtes ugentligt, og de gik systematisk i gang med at leve et helligt liv. De fastede regelmæssigt, afholdt sig fra de fleste former for underholdning og luksus og besøgte syge, fattige og fanger. Af deres medstuderende blev de hånende stemplet som "metodister" på grund af den rolle, som metode og regler spillede i deres religiøse praksis. Wesley tog dette ord, der var ment som en hån, og gjorde det til en ærestitel. Således fik bevægelsen sit navn.
John Wesley tegnede bevægelsen udadtil. Han holdt velbesøgte prædikener, og sammen med de øvrige studerende skabte han en vækkelsesbølge i det engelske samfund. Broderen Charles tegnede i højere grad bevægelsen indadtil, idet han skrev salmer, der kunne vække folket. Gennem hans salmer fik den metodistiske fromhed en varig indflydelse på bredere kredse i England.
John Wesley ønskede at vække den engelske statskirke til nyt liv, men han ville ikke bryde med den. Efter hans død skete der dog et brud. I forbindelse med den engelske deisme havde der bredt sig en religiøs ligegyldighed, og drukkenskab og usædelighed var blevet et stort problem. Da Wesley ikke havde adgang til at prædike i statskirken, skønt han var uddannet præst, udbredte han i stedet sin bevægelse som rejseprædikant og ved at trykke sine prædikener.
Metodismen mindede om pietismen på flere punkter: Den var en udpræget vækkelseskristendom. Omvendelsen til det nye liv skulle foregå ved et pludseligt gennembrud og skulle efterfølges af en helliggørelse. Verdslige beskæftigelser som dans, kortspil, teaterbesøg, nydelse af spiritus og tobak blev betragtet som synd. Metodismen var mere udadvendt og bedre organiseret end pietismen. Bevægelsen fik  stor betydning i England ved velgørenhed og socialt arbejde. Specielt blandt arbejderne havde den held til at forny kirkelivet ved at tilpasse sig den nye samfundsstruktur under den begyndende industrialisering. Den stillede krav om ansvar for naboen, og den tog initiativ til undervisning, sygepleje, lånekasser og beskæftigelsesforanstaltninger for de arbejdsløse. Således har den metodistiske bevægelse uden tvivl forebygget megen social uro og har været med til, at en revolution som den franske udeblev i England.
John Wesley har skildret sit arbejde i sin dagbog (Journal, 1739-1791): I sommerhede og vintersne rejste han år efter år gennem hele England, Wales, Skotland og Irland, sjældent mindre end 10.000 kilometer om året, mest til hest og ofte under største livsfare fra naturen eller fra ophidsede menneskemængder. Han havde store evner som taler og holdt over 40.000 prædikener ofte under åben himmel. Ved de store vækkelsesmøder i kuldistrikterne kunne der være 20.000 tilhørere ved et enkelt møde.
Emnerne for Wesleys prædikener var altid de samme: omvendelse, frelse og helliggørelse. Formen var jævn, tankegangen var klar og appellen var indtrængende. Han skabte altid først en følelsesmæssig spænding hos sine tilhørere. Han overbeviste dem om, at hvis de ikke modtog frelsen nu og i dette øjeblik, blev de fordømt til det evige helvede. Samtidigt forkyndte han evangeliet om frelsen ved Kristus, så troen kunne fødes hos de tilhørere, der netop var blevet overbevist om deres synd og om udsigten til helvede.
John Wesley var dog først og fremmest en stor organisator. Han organiserede medlemmerne i ”bands” (smågrupper) og ”societies” (større sammenslutninger). I 1742 indførtes delingen i ”klasser” på 12 eller flere medlemmer under en klasseleders strenge kontrol af livsførelse. Der skelnedes skarpt mellem medlemmer på prøve og fuldgyldige medlemmer. Inddelingen i klasser og tilsynet inden for dem blev grundlaget for metodismens menighedsorganisation. Wesleys organisationsevne og hans personlige myndighed gav metodismen en varig fasthed.

## John Wesleys teologi
John Wesleys forkyndelse fik med tiden et stærkt præg af den lutherske lære om retfærdiggørelse af tro alene - uden nogen egen fortjeneste. Han kritiserede dog Luthers retfærdiggørelseslære, fordi den efter hans mening gjorde troen tilstrækkelig uden helliggørelse – et punkt Wesley lagde stor vægt på. Den frelse fra synden, som troen medfører, består netop i en fortsat helliggørelse, fremhævede han. Helliggørelsen indebærer blandt andet, at man udøver fromhedsgerninger (som at læse Bibelen dagligt) og barmhjertighedsgerninger (som at besøge de syge og de fængslede). Wesley understregede også vigtigheden af at overholde de 10 bud. Således vokser man i helliggørelsen og kommer til at ligne Kristus stadig mere.

## George Whitefield
Ved siden af Wesley stod i første række George Whitefield (1714-1770), som var en enestående karismatisk prædikant. Han havde en smuk og stærk stemme, og med en rig dramatisk evne kunne han rive selv kritiske tilhørere med. En berømt skuespiller sagde, at Whitefield kunne udtale ordet ”Mesopotamien” på en sådan måde, at tilhørerne kom til at græde. Han havde en usædvanlig evne til at tale til menneskers hjerter. Rå kulminearbejdere lyttede åndeløst, nærmest hypnotiseret, til hans ord, mens tårerne løb ned ad deres sværtede kinder.
Whitefields prædikener var metodisk opbygget: De fremhævede Guds kærlighed og evangeliets frelsesbudskab på baggrund af helvedes rædsler. De tilstræbte at fremkalde syndserkendelse, omvendelse og en stræben efter et bedre liv. Det sidste, han sagde i sine prædikener, var som regel: “Kom, fattige, fortabte, elendige; kom, lige som du er, til Kristus.” 
Særlig i kuldistrikterne i Wales fik Whitefields prædikener stor tilslutning. Men også i kolonierne i Amerika havde han succes. 13 gange rejste han over Atlanterhavet. Under 30 års utrættelige rejser prædikede han 18.000 gange, ofte mere end 40 timer ugentligt.

## Metodismen i dag
Metodismen har i dag ca. 34 millioner medlemmer, de fleste i USA. Tallet er dog mere end dobbelt så stort, hvis børn og tilhængere i societies tælles med. Metodistkirkens verdensråd (”The World Methodist Counsel”), der blev stiftet i 1881, udfører både internt og fælleskirkeligt arbejde.
Den første metodistmenighed i Danmark blev oprettet i 1859 af Christian Willerup, der i USA var blevet uddannet og ordineret som metodistpræst. I 1865 fik Metodistkirken status som statsanerkendt frikirke, hvilket den stadig har. I Danmark er der ca. 5000 medlemmer og tilhængere. Metodistkirken i Danmark er en del af United Methodist Church.